# Copelatus cooperae
Copelatus cooperae är en skalbaggsart som beskrevs av Bilardo och Pederzani 1972. Copelatus cooperae ingår i släktet Copelatus och familjen dykare. Inga underarter finns listade i Catalogue of Life.